# Władysław Majeranowski

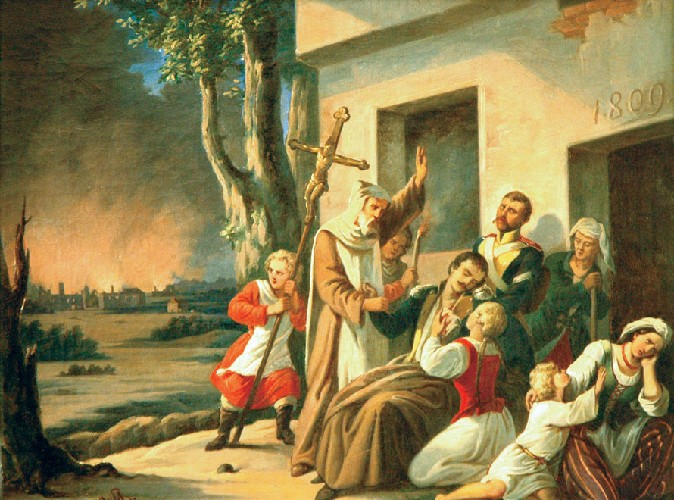
Scena po bitwie (1846)

Władysław Konstanty Majeranowski (ur. 28 września 1817 w Krakowie, zm. 1874) – polski malarz. W grudniu 1841 r. zgłosił się do Akademii Sztuk Pięknych w Monachium (klasa: Malerei). Poślubił w roku 1845 śpiewaczkę Honoratę Annę z Hoffmanów Majeranowską (ok. 1828-1901). Został pochowany w Warszawie na Cmentarzu Powązkowskim.

## Dzieła (wybór)
- Konrad Wallenrod (1844)
- Scena po bitwie (1846)
- Portret Marii z Lemańskich Mohrowej
- Portret Piotra hr. Moszyńskiego (1840)
- Portret Honoraty Hoffman-Majeranowskiej (1851)